# Voiture à 2 niveaux SNCF
 (janvier 2022).
La mise en forme du texte ne suit pas les recommandations de Wikipédia : il faut le « wikifier ».
Les points d'amélioration suivants sont les cas les plus fréquents. Le détail des points à revoir est peut-être précisé sur la page de discussion.
- Les titres sont pré-formatés par le logiciel. Ils ne sont ni en capitales, ni en gras.
- Le texte ne doit pas être écrit en capitales (les noms de famille non plus), ni en gras, ni en italique, ni en « petit »…
- Le gras n'est utilisé que pour surligner le titre de l'article dans l'introduction, une seule fois.
- L'italique est rarement utilisé : mots en langue étrangère, titres d'œuvres, noms de bateaux, etc.
- Les citations ne sont pas en italique mais en corps de texte normal. Elles sont entourées par des guillemets français : « et ».
- Les listes à puces sont à éviter, des paragraphes rédigés étant largement préférés. Les tableaux sont à réserver à la présentation de données structurées (résultats, etc.).
- Les appels de note de bas de page (petits chiffres en exposant, introduits par l'outil «  Source ») sont à placer entre la fin de phrase et le point final[comme ça].
- Les liens internes (vers d'autres articles de Wikipédia) sont à choisir avec parcimonie. Créez des liens vers des articles approfondissant le sujet. Les termes génériques sans rapport avec le sujet sont à éviter, ainsi que les répétitions de liens vers un même terme.
- Les liens externes sont à placer uniquement dans une section « Liens externes », à la fin de l'article. Ces liens sont à choisir avec parcimonie suivant les règles définies. Si un lien sert de source à l'article, son insertion dans le texte est à faire par les notes de bas de page.
- La présentation des références doit suivre les conventions bibliographiques. Il est recommandé d'utiliser les modèles {{Ouvrage}}, {{Chapitre}}, {{Article}}, {{Lien web}} et/ou {{Bibliographie}}. Le mode d'édition visuel peut mettre en forme automatiquement les références.
- Insérer une infobox (cadre d'informations à droite) n'est pas obligatoire pour parachever la mise en page.

Pour une aide détaillée, merci de consulter Aide:Wikification.
Si vous pensez que ces points ont été résolus, vous pouvez retirer ce bandeau et améliorer la mise en forme d'un autre article.
Les voitures à 2 niveaux, plus communément appelées V2N, sont des voitures de la SNCF offrant une plus grande capacité, à longueur égale, qu'une voiture à simple niveau.
Elles ont été conçues pour faire face à la forte croissance du trafic sur toutes les lignes de la grande couronne parisienne, vers laquelle il est impossible, sur la plupart des axes, d'augmenter le nombre de circulations compte tenu de leur saturation. Contrairement aux voitures similaires de banlieue, elles sont d'un plus grand confort et aptes à la vitesse de 160 km/h.
Non équipées de la climatisation et non dotées de toilettes chimiques (évacuation directe sur la voie et bouchage régulier), leur radiation a débuté à l'arrivée des rames automotrices Régiolis et Regio 2N qui circulent sur les mêmes lignes. Revers de la médaille de leur bonne capacité, les rames constituées de ces voitures sont très longues (275 m) et peu adaptées à certaines gares même importantes desservies par les TER, dans lesquelles certaines caisses stationnent souvent en dehors du quai (hors-quai). Elles posent également des difficultés pour assurer la sécurité et le contrôle, lorsqu'un seul agent est présent à bord (la norme désormais sur les TER) ; celui-ci doit à la fois assurer la visite de sécurité (haut et bas) sur la totalité de la rame et revenir assurer le hors-quai en queue de rame dans un temps réduit. Cela les différencie des rames Z 24500 et Z 26500 plus compactes, circulant en unité multiple (UM) (permettant de scinder le travail) et plus lumineuses car elles offrent moins de recoins ainsi qu'une visibilité sur l'ensemble de l’élément lorsque l'on est sur les plateformes.

## Description

### Caractéristiques du chaudron
Les caisses des V2N ont pour origine les remorques des Z 20500 de la SNCF. Extérieurement, les voitures sont assez similaires, à quelques détails près, comme les portes qui sont moins larges. Les fenêtres d’extrémité sont également plus larges sur les V2N. On peut également retrouver des persiennes entre les portes et les fenêtres de l’étage inférieur.

### Composition

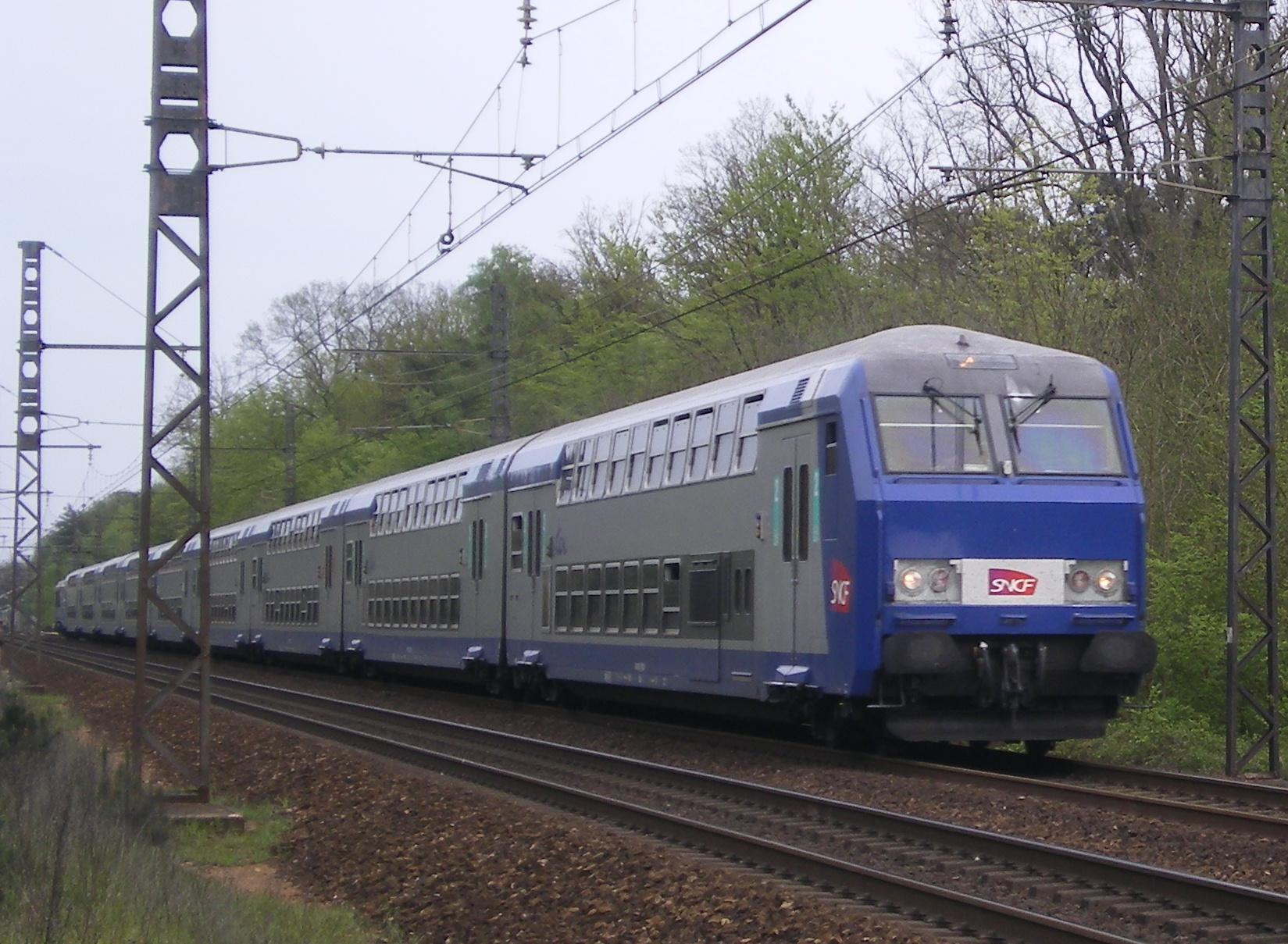
Voiture-pilote de V2N.

Une rame V2N est composée de six à dix voitures, non sécables en exploitation normale, dont une voiture placée à une extrémité comporte une cabine de conduite : la voiture-pilote. L'autre extrémité de la rame est attelée à une locomotive apte à la réversibilité. La rame est donc, soit poussée (le conducteur se trouve dans la voiture-pilote), soit tirée (le conducteur se trouve dans la locomotive).
Il était initialement prévu de les employer avec des BB 26000 équipées pour la réversibilité, la cabine des voitures-pilotes V2N étant d'ailleurs proche de celle des BB 26000. Face au coût de transformation, la SNCF préféra modifier des BB Jacquemin ainsi que des BB7200, BB15000 et BB22200.
Sur le réseau Sud-Est, les locomotives BB 9700, spécialement modifiées pour ces rames, assuraient la pousse ou la traction des rames. Cette petite série de quatre locomotives a été remplacée en 2007 par des BB 7200 équipées pour la réversibilité ; les BB 9700 ont alors été retirées de la circulation.
Sur les réseaux Nord et Ouest, les BB 16100, spécialement modifiées pour ces rames, ont été remplacées par des BB 15000 rendues aptes à la réversibilité.
Certaines rames de V2N ont été prêtées à la région Rhône-Alpes pendant les super-pointes d'hiver (samedis de février notamment), par prélèvement sur les parcs de Picardie, Haute-Normandie et Bourgogne pour assurer des trains de renfort à destination des stations de sports d'hiver ou pour y remplacer des matériels moins capacitaires. Les trains étant remorqués par d'autres types de locomotives (BB 22200, CC 6500...) inaptes à la réversibilité, la cabine de conduite de la voiture-pilote était inutilisée.

### Équipement intérieur
La structure interne d'une voiture est très semblable à celle des automotrices Z 2N mais offre plus de confort car elle est faite pour des trajets plus longs. Chaque voyageur possède son propre siège individuel, à l'instar des trains de grandes lignes (TGV, Corail…). Les vitres sont teintées pour mieux protéger des rayons solaires. Les portes d'accès à deux vantaux ont une largeur de 1,30 m, et l'intercirculation UIC est dotée d'une porte coulissante à un vantail. De plus, l'appareillage électrique est spécifique à ce matériel et non compatible avec les Z 2N.

### Livrée

#### Livrée d'origine

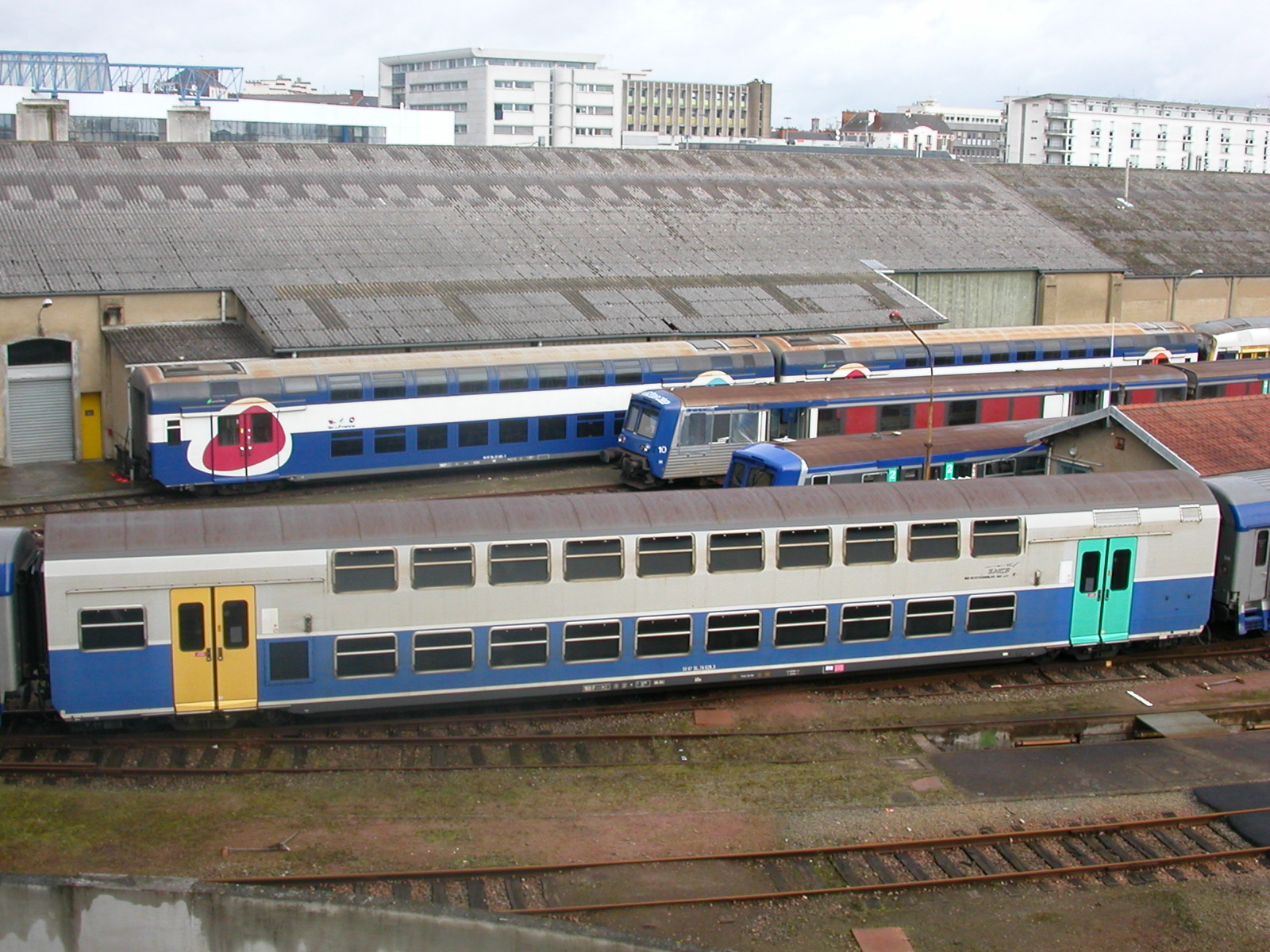
V2N en livrée d'origine.

À l'origine, les V2N portaient une livrée type « grandes lignes », à savoir : une bande bleu foncé sur la partie inférieure de la caisse et une bande blanche sur la partie supérieure. Les portes donnant accès aux voitures de 1re classe étaient jaunes, celles donnant accès aux voitures de 2e classe étaient vertes.

#### Nouvelle livrée
À partir de 2002, les voitures ont reçu une livrée type TER : une bande bleue sur le haut de la caisse et une autre sur le bas. La partie intermédiaire ainsi que les portes sont en gris foncé.
La rénovation menée sur certaines voitures du TER Hauts-de-France ne modifiera pas la livrée ; ces voitures ont été intégralement déclassées en 2e classe en changeant les revêtements des sièges de première classe ; ces derniers restent plus spacieux que les autres sièges.

## Répartition
Les V2N ont été conçues pour circuler en grande couronne de la région parisienne :
- TER Bourgogne-Franche-Comté : cinq rames (jusqu'en 2023)
  - les V2N assuraient un service quotidien entre Paris-Gare-de-Lyon et Laroche - Migennes via Sens (elles desservaient également les gares de la ligne R du Transilien, notamment entre Melun et Montereau-Fault-Yonne). Sur cette relation, elles ont été remplacées à partir de l'été 2023 par des Z 5600 louées à Île-de-France Mobilités et par des rames Corail réversibles, en attendant la refonte de la desserte prévue en 2024. Les voitures libérées ont été envoyées dans la région des Hauts-de-France pour renforcer le parc, ou pour certaines (garées bon état) en l'attente de leur réforme probable[réf. nécessaire].
- TER Normandie : cinq rames jusqu’au 28 mars 2025.
  - La liaison Paris-Saint-Lazare – Rouen-Rive-Droite – Le Havre fut auparavant notamment assurée par des V2N. Les rames Regio 2N Omneo Premium assurent désormais depuis 2020  ce service à eux seuls[2], et depuis 2022 les V2N assurent la liaison Paris-Saint-Lazare - Vernon - Giverny. À partir de 2024, les Régio 2N Omneo CiTi remplaceront les V2N, VO2N et TER 2NNG.
- TER Hauts-de-France : neuf rames
  - Certains trains de la liaison Paris-Nord – Saint-Quentin et Paris-Nord – Amiens sont assurés avec ces voitures. Seul un petit nombre de Regio2N a été commandé[2]. Les 86 voitures de la région Hauts-de-France sont en cours de rénovation, de 2016 à 2022[3]. Les 9 rames V2N remplaceront les 10 rames VR2N du Nord-Pas-de-Calais après une réduction à six voitures.

## Voiture d’encadrement V2N
Les voitures d’encadrement V2N sont des voitures Corail utilisées dans les convois d’acheminement de V2N pour rénovation ; elles sont placées à chaque extrémité des voitures. Elles ont une livrée spéciale s’accordant avec celle des V2N acheminées par le convoi, donc différente de celle des voitures Corail TER circulant en service commercial[réf. nécessaire].

Sélection de vues d'une voiture d'encadrement
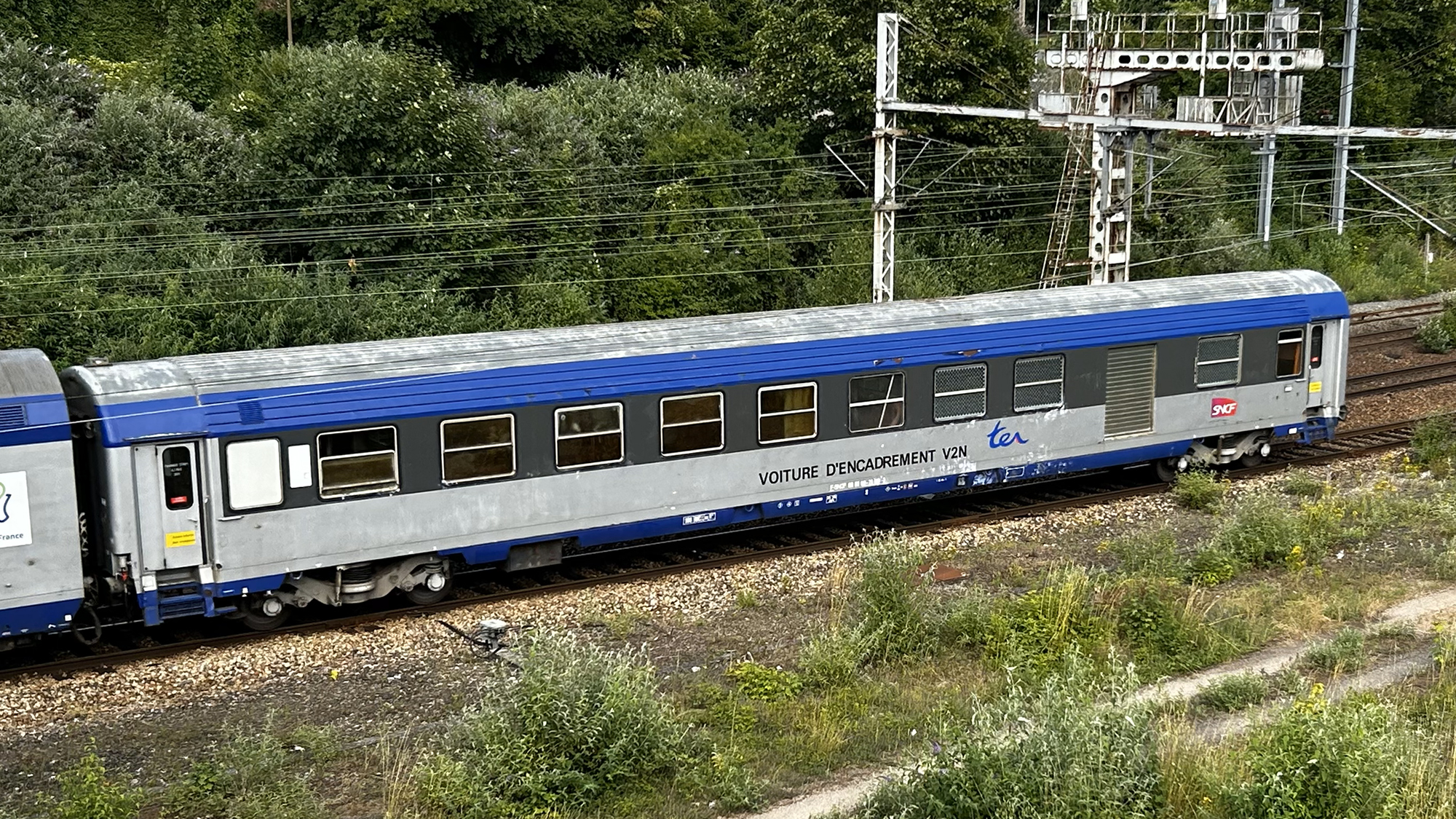
Voiture d'encadrement V2N.
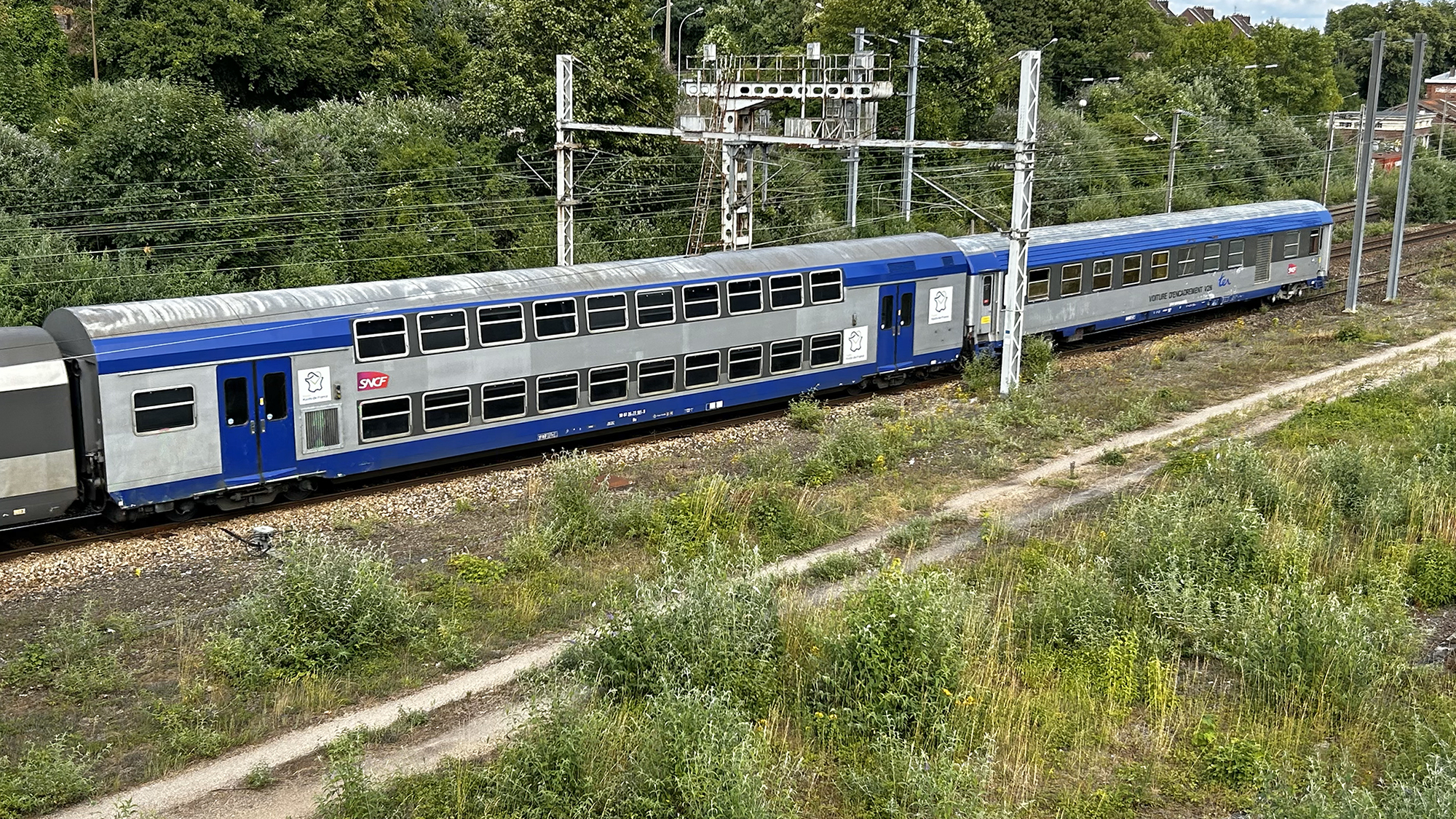
Voiture V2N avec une voiture d'encadrement.

## Galerie de photographies

Sélection de vues de voitures à 2 niveaux SNCF
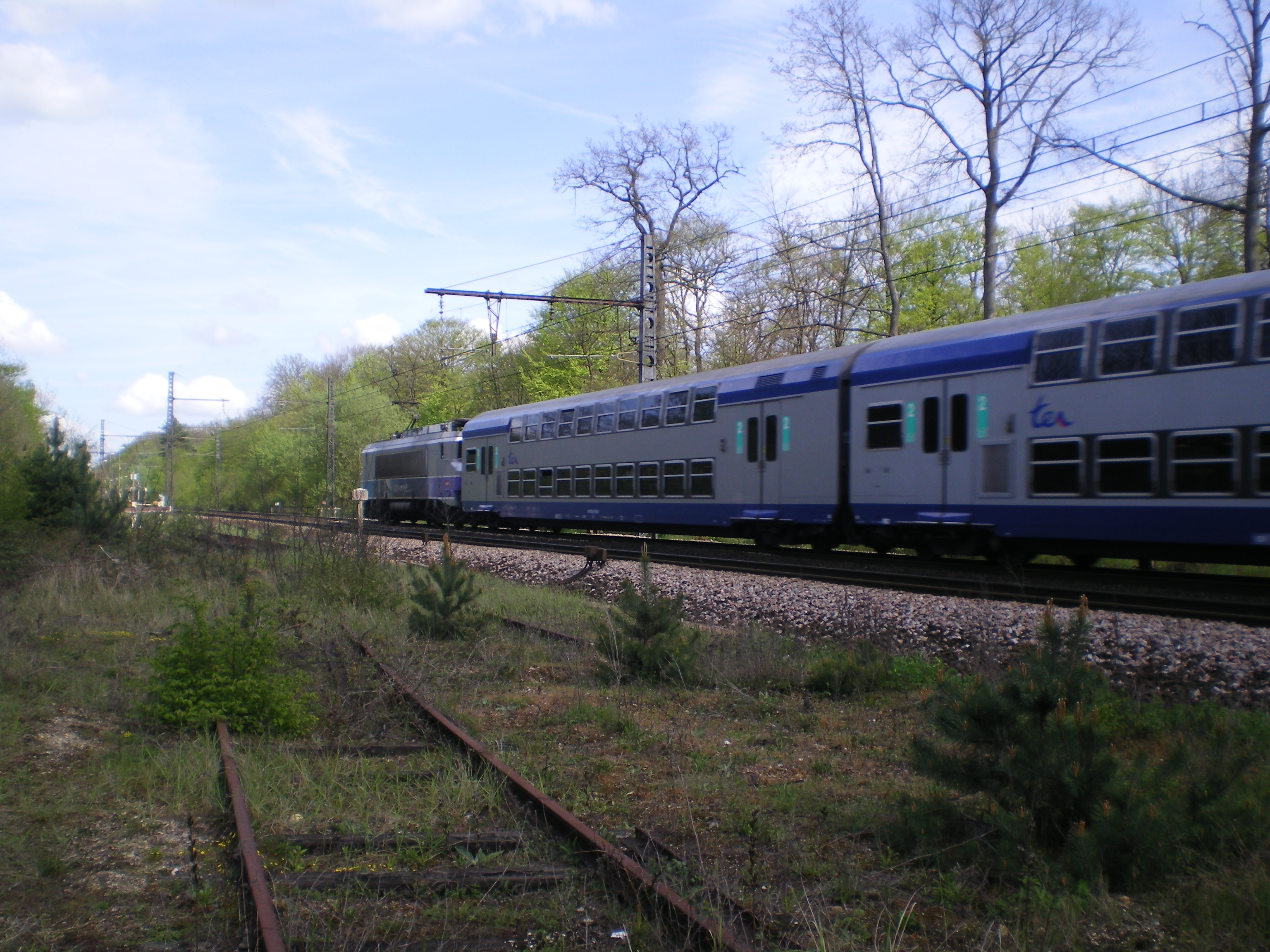
Rame V2N poussée par une locomotive BB 7200.
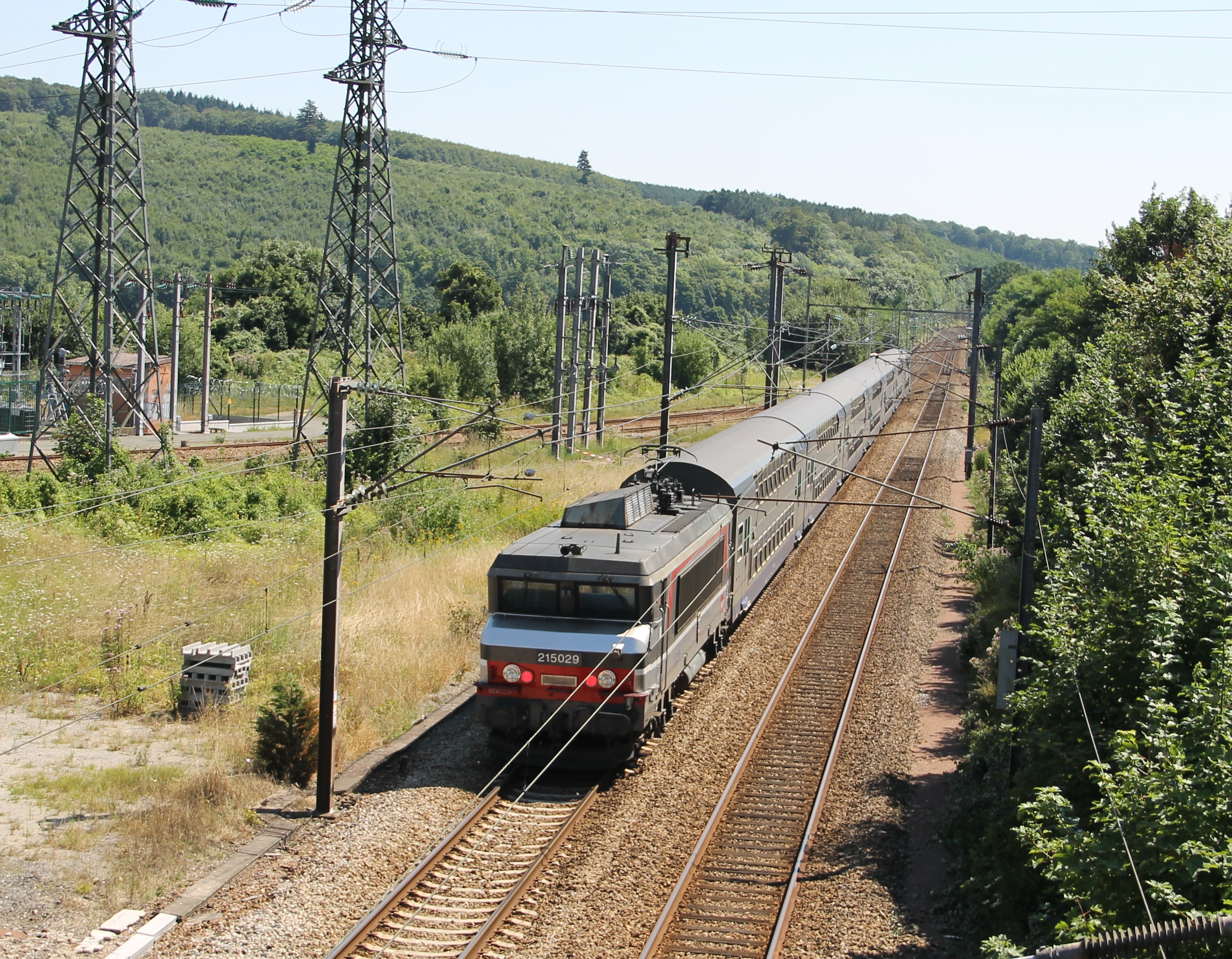
Rame V2N poussée par une locomotive BB 15000 à la bifurcation de Malaunay, située environ à 1,2 km au nord de la gare de Malaunay - Le Houlme.
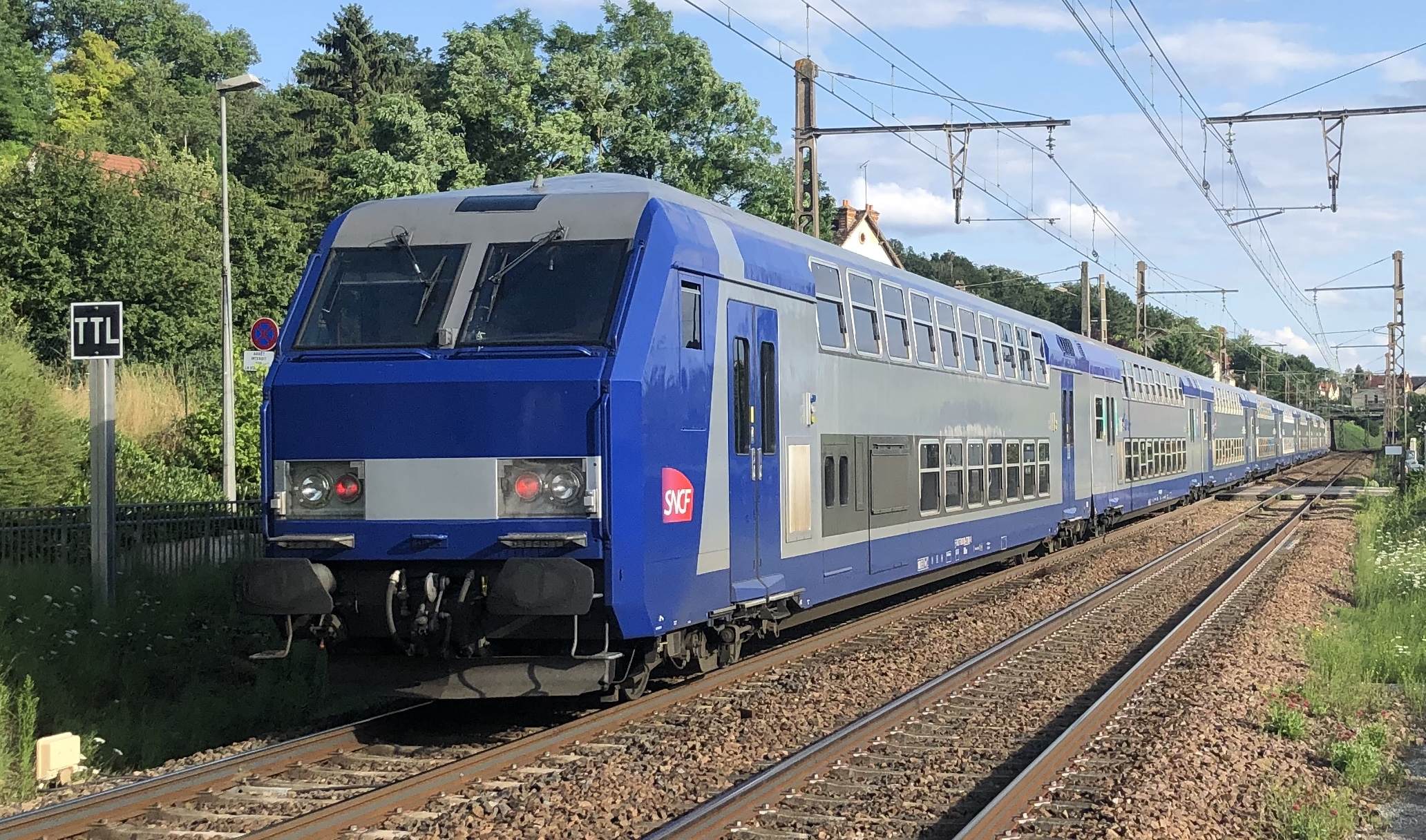
V2N en gare de Champagne-sur-Seine.
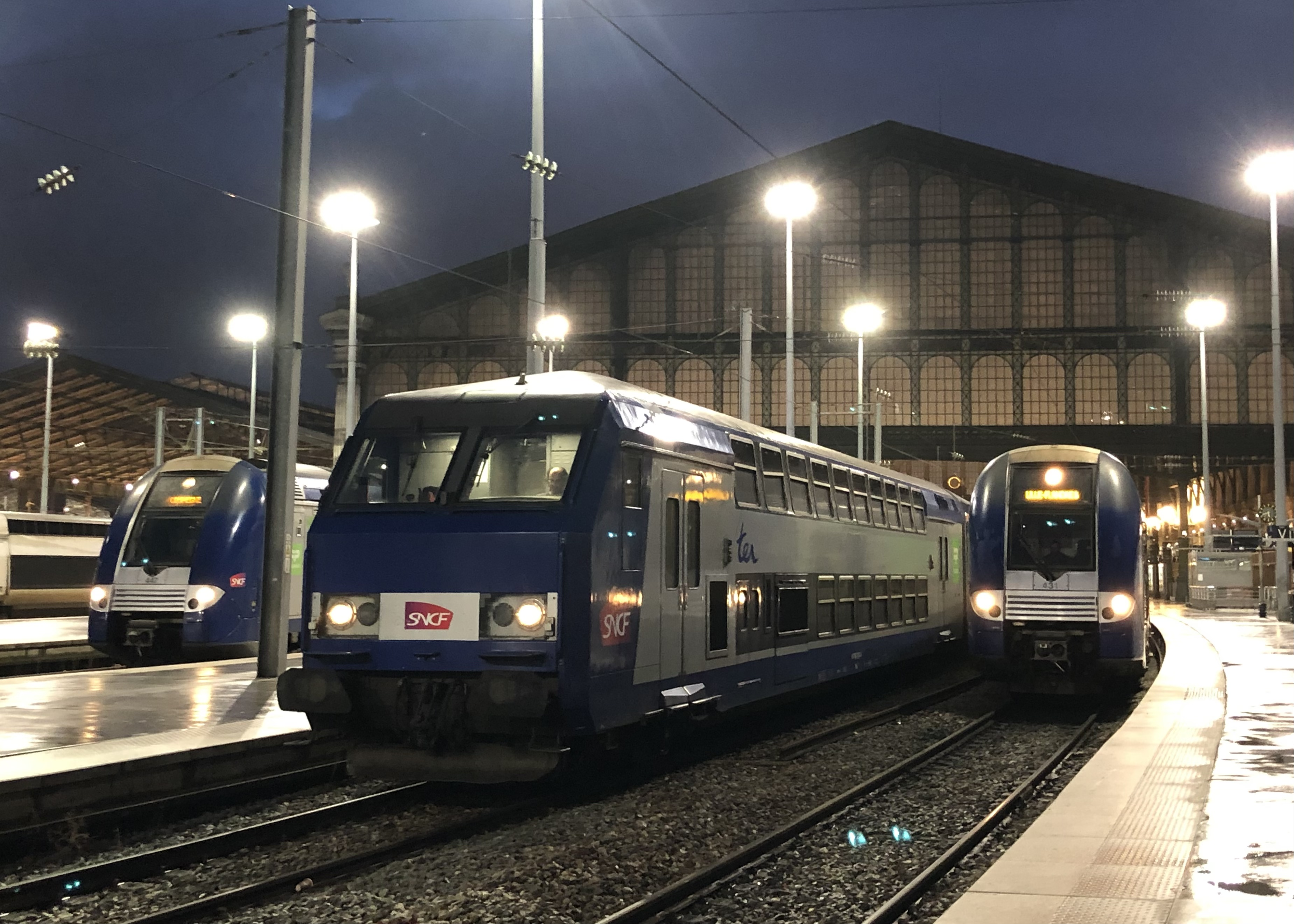
V2N et TER 2NNG en gare de Paris-Nord.